# Thoux
Thoux är en kommun i departementet Gers i regionen Occitanien i sydvästra Frankrike. Kommunen ligger i kantonen Cologne som tillhör arrondissementet Auch. År 2022 hade Thoux 261 invånare.

## Befolkningsutveckling
Antalet invånare i kommunen Thoux
Referens:INSEE